# Schronisko Oźna
Schronisko pod Oźną (dawniej Szkolne Schronisko Młodzieżowe PTSM pod Oźną) – górskie schronisko turystyczne położone w Beskidzie Żywiecko-Kisuckim na wschodnim stoku Oźnej w grupie Wielkiej Raczy. Leży na wysokości 823 m n.p.m., administracyjnie przyporządkowane jest do miejscowości Sól w województwie śląskim. Otwarcie obiektu planowane jest w 2025 roku.

## Lokalizacja
Schronisko położone jest na wschodnim stoku Oźnej w grupie Wielkiej Raczy w Beskidzie Żywiecko-Kisuckim. Administracyjnie leży w południowej części województwa śląskiego w granicach miejscowości Sól w powiecie żywieckim. Według danych z Geoportalu obiekt znajduje się na wysokości 823 m n.p.m. na niewielkiej polanie w towarzystwie lasu oraz terenu zadrzewionego; w jego najbliższym sąsiedztwie przebiega także nienazwany potok.

## Historia
Budynek schroniska wybudowano w 1963 roku. Obiekt powstał jako siedziba założonej tu szkoły podstawowej. Nowa szkoła nie funkcjonowała w tym miejscu długo: w 1975 roku budynek przejęło Polskie Towarzystwo Schronisk Młodzieżowych i urządziło w nim sezonowe schronisko młodzieżowe.
W początkowych latach działalności schronisko miało cieszyć się popularnością wśród turystów. Z biegiem lat stan techniczny obiektu pogorszył się, a znaczenie zmalało. W 1999 roku obiekt przejął na własność nowo utworzony powiat żywiecki. Z powodu niewielkiego zainteresowania, w pewnych okresach schronisko pozbawione było stałej obsługi. Turyści zainteresowani noclegiem musieli telefonować pod wskazany numer celem wpuszczenia ich do środka, co spotykało się z negatywnymi opiniami.
Wraz z postępującą degradacją obiektu, władze powiatu zdecydowały się w 2002 roku na przekazanie go w dzierżawę lub sprzedaż zewnętrznemu inwestorowi. Na skutek krytycznych uwag pomysłu tego nie wdrożono, przeznaczając budynek na filię schroniska młodzieżowego z pobliskiej Rajczy-Nickulina. Nowym zarządcą zostało Towarzystwo Edukacji Ekologicznej i Turystycznej Nickulina.
Według władz miejscowych decyzja o przekazaniu obiektu nowemu dysponentowi była dobrym pomysłem. Z takim poglądem w 2007 roku nie zgodziła się jednak przynajmniej jedna z radnych powiatu żywieckiego, która uważała, iż schronisko jest źle zarządzane. Rozwiązaniem tego problemu miałoby być ponowne rozważenie jego wydzierżawienia. Ta koncepcja na skutek niejasności upadła: okazało się, że pomysł z nową dzierżawą wynikał z chęci przekazania schroniska członkowi dalszej rodziny tejże radnej.
Z biegiem lat sprawa trudności schroniska popadała w zapomnienie. Według doniesień medialnych, schronisko zakończyło działalność; nie wiadomo jednak, kiedy dokładnie to nastąpiło. W 2011 roku, w związku z zamknięciem obiektu, zlikwidowano niebieski szlak turystyczny ze Zwardonia do Rycerki Górnej. Schronisko zostało zatem pozbawione dostępu do sieci szlaków turystycznych. Od tej pory jego rejon jest słabo zagospodarowany turystycznie, a dostęp do obiektu – utrudniony.
W 2017 roku organy ścigania zatrzymały kilku działaczy z Towarzystwa Edukacji Ekologicznej i Turystycznej Nickulina, dotychczasowego zarządcy obiektu. Zatrzymanym zarzucono wyłudzenie funduszy z subwencji oświatowej na niektóre z prowadzonych przez Towarzystwo ośrodków. Jak okazało się w trakcie przeprowadzonych czynności sprawdzających, nieprawidłowości nie dotyczyły schroniska pod Oźną. Mimo tego, po zmianach w zarządzie Towarzystwa, nowe kierownictwo nie było zainteresowanie jego dalszym prowadzeniem.
Obiektem ponownie zainteresowały się władze powiatu. Zdecydowano, że wszystkie należące do samorządu schroniska, w tym to pod Oźną, zostaną w drodze konkursu wydzierżawione. Zaplanowano przetarg ustny z ceną wywoławczą opiewającą na 277,8 tys. złotych netto. Nie było chętnych do przejęcia budynku, do wydzierżawienia schroniska więc nie doszło. Następnie, w 2019 roku, wystawiono je na sprzedaż, a decyzję taką uargumentowano zbyt wysokimi kosztami, które samorząd (lub dzierżawca) musiałby ponieść w związku z niezbędnym gruntownym remontem.
Nowymi właścicielami schroniska zostali Agnieszka i Wojciech Polakowie. Po sfinalizowaniu transakcji, rozpoczęli w nim prace remontowe. We współpracy z Polskim Towarzystwem Turystyczno-Krajoznawczym oraz władzami gminy Rajcza przystąpili również do reaktywacji zlikwidowanego szlaku niebieskiego, który wcześniej przebiegał nieopodal schroniska.
Otwarcie schroniska planowane jest na 2025 rok. W pierwszej kolejności uruchomiony zostanie punkt gastronomiczny.
Plany i proces reaktywacji schroniska zostały zauważone przez media lokalne oraz branżowe. W opracowaniach określano remontowany obiekt m.in. mianem pierwszego od wielu lat nowego schroniska górskiego w polskich górach.

## Budynek schroniska
Budynek wybudowano z pierwotnym przeznaczeniem na szkołę podstawową. W okresie działalności obiektu jako schroniska PTSM istniało w nim 26 miejsc noclegowych w pokojach 2-, 4-, 6- i 8-osobowych. Funkcjonowały tu także jadalnia oraz świetlica, wyznaczono również miejsce na ognisko.
Za sprawą generalnego remontu przeprowadzonego w latach 20. XXI wieku (według stanu z 2024 roku – prace trwały) budynek schroniska zyskał drewnianą elewację. Wymienione zostały także okna oraz odnowiono wnętrza i kamienny fundament. Powstał również nowy taras.

## Szlaki turystyczne
Opracowano na podstawie materiałów źródłowych:
- dawny  Zwardoń (660 lub 690 m n.p.m.) – dolina Słanicy – Oźna – Jaworzyna – Rycerka Górna (650 lub 670 m n.p.m.); Szlak Partyzantów Radzieckich – szlak wytyczony w 1957 roku celem upamiętnienia działalności bojowej oddziału partyzanckiego Awangarda. Zlikwidowano go w 2011 roku po zamknięciu schroniska w Oźnej. W 2024 roku, w związku z planowaną reaktywacją schroniska, rozpoczęto procedurę jego przywrócenia.